# Dębina (Litwa)
Dębina (lit. Dembina) – wieś na Litwie, w rejonie wileńskim, 12 km na północny wschód od Ławaryszek, zamieszkana przez 1 osobę.

## Historia
W dwudziestoleciu międzywojennym leżała w Polsce, w województwie wileńskim, w powiecie wileńsko-trockim, do 1 kwietnia 1927 w gminie Bystrzyca, następnie w gminie Mickuny.
Po II wojnie światowej w granicach Związku Sowieckiego. Od 1991 na niepodległej Litwie.